# Otto Ampferer

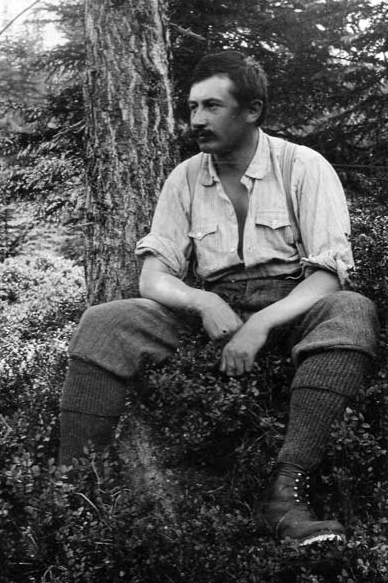
Otto Ampferer, um 1900

Otto Ampferer (* 1. Dezember 1875 in Hötting bei Innsbruck; † 9. Juli 1947 ebenda) war ein österreichischer Alpinist und Geologe.
Um die komplexen Vorgänge der Gebirgsbildung zu erklären, entwickelte er seine Unterströmungstheorie mit der Vorstellung einer teilweise plastischen Erdkruste (Asthenosphäre). Damit wurde er – noch vor Alfred Wegener – zum Wegbereiter der modernen Sicht des Mobilismus.

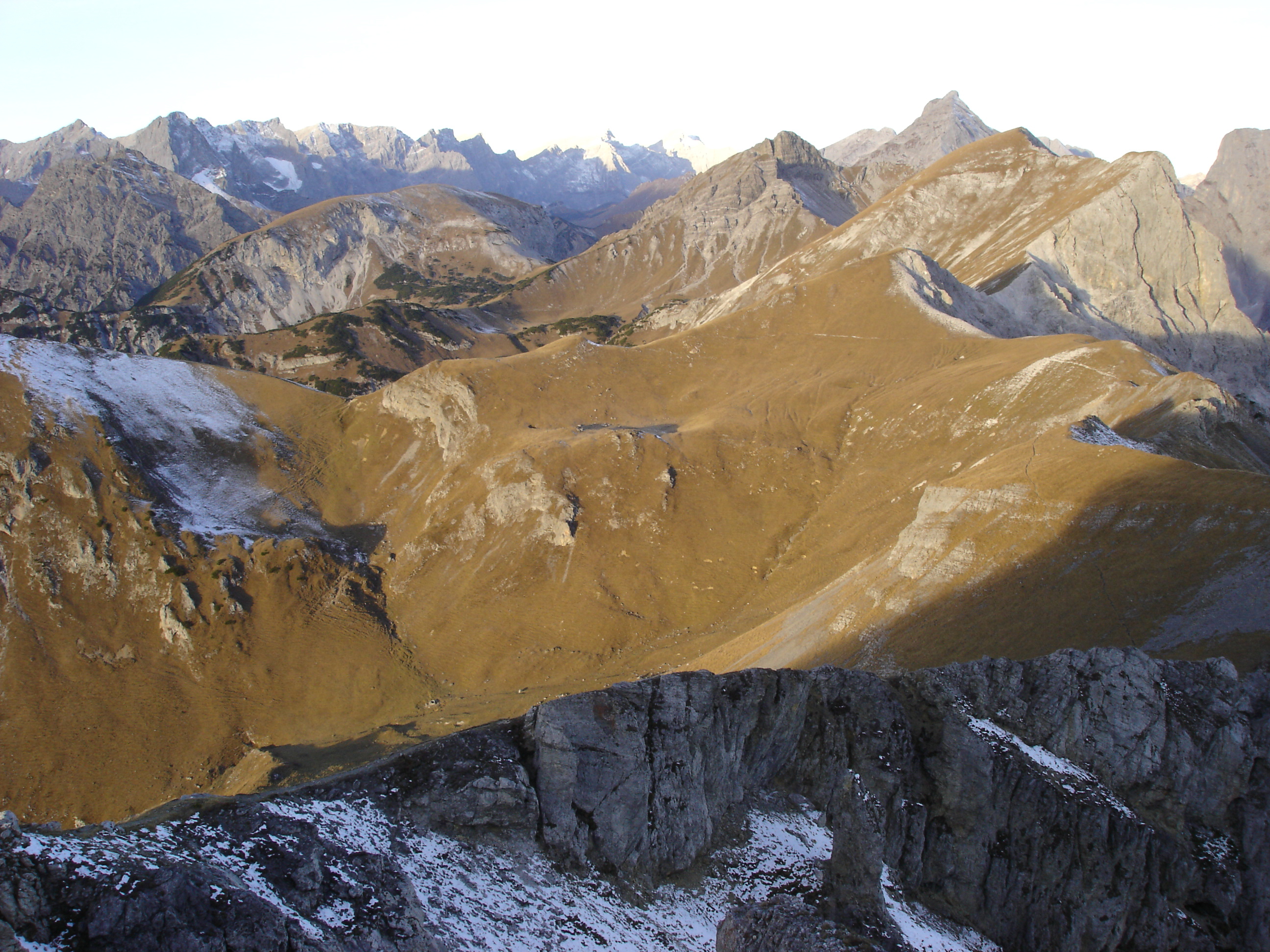
Hier, westlich des Stanser Jochs in Tirol, beschrieb Ampferer die Reliefüberschiebung.

## Leben und Werk
Ampferer besuchte das Gymnasium und studierte anschließend ab 1895 Physik, Mathematik und Geologie an der Universität Innsbruck, wo er 1899 promovierte. 1901 trat er in den Dienst der Wiener k.k. geologische Reichsanstalt (später Geologische Bundesanstalt). 1902 heiratete er Olga Sander, die Schwester des bekannten Innsbrucker Geologen Bruno Sander. Sie war seine Begleiterin bei allen Begehungen und assisistiere ihm in vielfältiger Weise. Olga Ampferer war auch Anfang Oktober 1911 bei den Geländearbeiten im Bereich des Muttekopf dabei, als sich Ampferer und der Geologe Raimund Folgner durch Steinschlag lebensgefährliche Kopfverletzungen zuzogen. 1919 wurde Ampferer zum Chefgeologen ernannt und 1925 Vizedirektor der Bundesanstalt. Von 1935 bis 1937 war er Direktor dieses Forschungsinstituts, setzte aber seine tektonischen, Glazial- und regionalgeologischen Arbeiten fort. Er erstellte geologische Karten und Führer im Gesäusegebirge und Kaisergebirge und befasste sich mit eiszeitlicher Vergletscherung der Alpen. Insgesamt verfasste er 260 Publikationen und zahlreiche geologische Kartenblätter. 1939 war Ampferer Mitglied der „Reichsstelle für Bodenforschung, Zweigstelle Wien“.
Otto Ampferers Name ist unter anderem mit der Unterströmungstheorie verbunden, einer Hypothese zur Bildung von Gebirgen, die später zur Entwicklung der Plattentektonik beitrug. Sein Hauptarbeitsfeld war die Geologie der Alpen. Im Zuge seiner gründlichen Kartierung der Tiroler Kalkalpen erkannte er schon 1901 die Karwendel-Überschiebung, was auch eine wichtige Rolle in der Durchsetzung der Überschiebungstheorie um 1905 spielte. 1906 verfasste er eine Analyse Über das Bewegungsbild der Faltengebirge, worin er der Kontraktionstheorie von Albert Heim entgegentrat, die aber erst um 1960 endgültig widerlegt wurde. Ampferer vertrat eine Unterströmungstheorie, die zu den Vorläufern des heutigen Erklärungsmodells der Plattentektonik gehört. In seiner Veröffentlichung Über das Bewegungsmuster von Faltengebirgen stellte er geotektonische Überlegungen zu Vorgängen in der tiefen Erdkruste und im oberen Erdmantel an. Lange Zeit war die tektonische Passivität des Magmas ein Dogma, bis Ampferer 1906 mit seiner Unterströmungstheorie dies änderte. Ampferer erkannte in diesen Unterströmungen die Kräfte, die zur Bildung von Ozeanbecken und Faltengebirgen an den Rändern der driftenden Kontinente führen. In seiner Arbeit Gedanken über das Bewegungsbild des atlantischen Raumes stellte er 1941 einen Prozess dar, der das vorwegnimmt, was heute als Seafloor spreading bekannt ist. Er hatte auch die Existenz von Subduktionszonen erkannt.
Als Ursache für die ungleich verteilte Lithosphäre in der Zeit des Urkontinents Pangäa zog Ampferer eine Ablösung des Mondes von der Erde in Betracht (Entstehung des Mondes). Er sah sich damals Spott und Hohn ausgesetzt, was ihm nach eigenen Worten auf Jahre die Weiterarbeit verleidete.
1928 beschrieb er am Beispiel des Stanser Jochs eine Reliefüberschiebung, die beispielhaft für spätere Arbeiten wurde. Weiters hat Ampferer die Ausdrücke Totfaltung und Bergzerreißung geprägt.
Ampferer war aber nicht nur ein herausragender Geologe, auch als Bergsteiger machte er sich einen Namen. So bestieg er 1899 zusammen mit Karl Berger als erster die Guglia di Brenta (auch Campanile Basso genannt) in der Brentagruppe. Außerdem war Ampferer ein guter Zeichner, der sich nicht nur auf geologische Motive beschränkte.

## Ehrungen und kritische Betrachtung
1937 erhielt er für seine geowissenschaftlichen Arbeiten die Eduard-Suess-Medaille, 1939 verlieh ihm die Geologische Vereinigung als Erstem die Gustav-Steinmann-Medaille mit der zusätzlichen Widmung „dem Denker in den Tiefen der Berge“. Ampferer wurde u. a. 1936 zum Mitglied der Gelehrtenakademie Leopoldina und 1940 zum ordentlichen Mitglied in der Wiener Akademie der Wissenschaften gewählt.
1956 wurde die Ampferergasse in Wien-Favoriten (10. Bezirk) nach ihm benannt. Auch im Innsbrucker Stadtteil Höttinger Au gibt es eine Ampfererstraße, in Graz ist ihm seit 1973 der Ampfererweg gewidmet.
Seit 1983 verleiht die Österreichische Geologische Gesellschaft (ÖGG), deren Präsident Ampferer von 1938 bis 1939 war, alle zwei Jahre den Otto-Ampferer-Preis an Geowissenschafter (unter 35 Jahren) für hervorragende Leistungen auf dem Gebiet der Geowissenschaften.
In der Antarktis trägt der Ampfererberg seinen Namen.
Im Juni 1999 enthüllte der damalige Innsbrucker Bürgermeister [Herwig van Staa] in der Höttingergasse 16 eine Gedenktafel für Otto Ampferer
Im Jahr 2017 stufte die ExeprtInnenkommission zu den Strassennamen der Stadt Graz den Ampfererweg als „problematisch“ ein.  Als Begründung für diese Einstufung führt der Bericht an: „NS-Bezug unklar; Mitglied der ‚Reichsstelle für Bodenforschung, Zweigstelle Wien‘“. Ausschlaggebend war ein zuvor bereits veröffentlichter Amtsausweis der „Reichsstelle für Bodenforschung, Zweigstelle Wien“ von Ampferer für das Jahr 1939. Der Historiker Gunnar Mertz hielt entgegen, dass die Zugehörigkeit zur Zweigstelle Wien in der NS-Zeit oder der Besitz eines von ihr ausgestellten Amtsausweises für sich alleine kein Kriterium für die Nähe einer Person zum NS-Regime darstellen könne. Einen solchen Amtsausweis habe auch der Vorarlberger Hobbygeologe Johann August Malin erhalten, der gegen das NS-Regime Widerstand geleistet hat und deshalb hingerichtet wurde. Mertz wies allerdings darauf hin, dass Ampferer in NS-Bauprojekte involviert war, die mit dem Einsatz von Zwangsarbeitern durchgeführt wurden. Hochrangige Projekte waren der Bau eines „Befehlsstollen“ für den Tiroler Gauleiter Franz Hofer und der Bau des Achensee-Tunnels, der dann für die Rüstungsproduktion der Messerschmittwerke genutzt wurde.

## Schriften
- Über das Bewegungsbild von Faltengebirgen. Jb. Geol. R.-A., 56, Wien 1906, S. 539–622, 42 Tab.
- Geometrische Erwägungen über den Bau der Alpen. Mitt. Geol. Ges. Wien, 12, Wien 1920, S. 135–174.
- Über Kontinentverschiebungen. Naturwissenschaften, 13, 669–675, 8 Abb., 1925.
- Wert der Geologie fürs Leben. Verh. Geol. B.-A., 1937, Wien 1937, S. 89–98.
- Über einige Grundfragen der Gebirgsbildung. Jb. Geol. B.-A., 87, Wien 1937, S. 375–384, 5 Abb.
- Grundlagen und Aussagen der geologischen Unterströmungslehre. Natur & Volk, 69, Frankfurt 1939, S. 337–349, 9 Abb.
- Gegen den Nappismus und für die Deckenlehre. Z. Dt. Geol. Ges., 92, Berlin 1940, S. 313–332, 7 Abb.
- Gedanken über das Bewegungsbild des atlantischen Raumes. Sber. österr. Akad. Wiss., math.-naturwiss. KL, 150, Wien 1941, 19–35, 6 Figs.
- Vergleich der tektonischen Wirksamkeit von Kontraktion und Unterströmung. Mitt. Alpenländ. geol. Ver., 35, Wien 1944, S. 107–123, 10 Figs.
- mit W. Hammer: Geologischer Querschnitt durch die Ostalpen vom Allgäu zum Gardasee. Jb. Geol. R.-A., 61, Wien 1911, S. 531–710, 50 Abb., 3 Taf.